# ГЭС Фиерза
ГЭС Фиерза (алб. HEC Fierzë) — гидроэлектростанция в северной Албании. Является верхней в Дринском каскаде на реке Дрин. Играет ключевую роль в регулировании каскада.
Строительство ГЭС Фиерза начато в 1970 году. По свидетельству Энвера Ходжа сооружению плотины пытались помешать китайцы. В ноябре 1970 года Албанию посетила заместитель министра энергетики Китая, которая встретилась с министром энергетики Албании Рахман Ханку.
Первый агрегат введён в эксплуатацию в 1978 году. Введена в эксплуатацию на полную мощность в 1980 году. Построена с использованием оборудования из Китая, но по концепции албанских инженеров. На строительстве завода было задействовано около 14 тысяч рабочих, инженеров и специалистов.
Плотина построена в 1971—1978 годах. Плотина — каменная, ядро плотины — из глины. Высота плотины — 166,5 м, длина — 308 м.  Ширина плотины от 574,28 м в основании до 13 м в гребне, объём — 8 млн м³. На момент постройки плотина была второй по высоте в Европе среди плотин своей конструкции.
Плотина создала водохранилище Фиерза площадью 72 км² и объёмом 2,7 км³, крупнейшее водохранилище в Албании. Полезный объём — 2,3 км³. Площадь водосбора — 11 829 км². Наполнение начато в октябре 1978 года, максимальной глубины в 130 м достигло в апреле 1981 года. Уровень гребня плотины — 312 м над уровнем моря, уровень подошвы — 176 м над уровнем моря, верхний уровень воды  — 296 м над уровнем моря, минимальный уровень воды — 240 м над уровнем моря. Среднегодовой расход — 202 м³/с.
Водохранилище Фиерза используется помимо производства электроэнергии для регулирования годового расхода, что повышает эффективность всего каскада. Большая емкость водохранилища Фиерза позволяет накапливать воду в сезон дождей и использовать её для производства энергии в сухой сезон.
Пропуск воды через два туннельных водосброса производительностью 890 и 1780 м³/с. Суммарная пропускная способность водосбросов при уровне воды 296 м над уровнем моря — 2670 м³/с.
На станции установлены 4 агрегата с вертикальными турбинами Френсиса мощностью 125 МВт каждая и 3-х фазными синхронными генераторами напряжением 13,8 кВ. Установлены электрические повысительные трансформаторы 13,8/242 кВ. Установленная мощность — 500 МВт, годовая выработка электроэнергии — 1300 млн кВт⋅ч, это составляет примерно 33% производства Дринского каскада.
Построены 4 линии электропередачи (ЛЭП) напряжением 220 кВ (Фиерза — Тирана, Фиерза — Комани, Фиерза — Эльбасан, Фиерза — Призрен) и 2 ЛЭП напряжением 110 кВ (Фиерза — Байрам-Цурри, Фиерза — Фуша-э-Арезит). В 1970-х годах из-за отсутствия достаточно крупных потребителей в Албании часть электроэнергии ГЭС Фиерза и ГЭС Вау-и-Дейес экспортировалась по ЛЭП-220 кВ в СФРЮ (в соседний район Титограда с его развивающейся алюминиевой промышленностью).